# Ґюльшад Омарова
Ґюльша́т Діа́сівна Ома́рова (інші варіанти імені Ґульшад, Ґука, нар.8 жовтня 1968, Алмати) — радянська і казахстанська кіноактриса, сценарист і кінорежисер.
Народившиеся 8 жовтня 1968 року.

## Фільмографія
Акторські роботи:
- «Солодкий сік всередині трави» (1984)
- «Непрофесіонали» (1985)
- «Кліщ» (1990)
- «Мама Роза» (1991)
- «Аномалія» (1992, Киргизія)

Режисер-постановник:
- «Шиза» (2004)
- «Бакси» (2008)
- «Донька якудзи» (2010, у співавт. з С. Бодровим-ст.)

Сценарист:
- «Сестри» (2001, у співавт. з С. Бодровим-ст. і С. Бодровим-мол.)
- «Шиза» (2004, у співавт. з С. Бодровим-ст.)
- «Бакси» (2008, у співавт. з С. Бодровим-ст.)